# لری دیوید
لری دیوید (به انگلیسی: Larry David) (زاده ۲ ژوئیهٔ ۱۹۴۷)نویسنده، بازیگر و کارگردان آمریکایی است. او به همراه جری ساینفلد مجموعه تلویزیونی ساینفلد را ساخت که دیوید در هفت فصل اول نویسنده و تهیه‌کننده اجرایی آن بود. او شهرت بیشتری را برای سریال شبکه اچ‌بی‌او تحت عنوان زیاد ذوق زده نشو به دست آورد که آن را ساخته و به عنوان نسخه ای نیمه تخیلی از خودش بازی می‌کند.
کار دیوید بر روی ساینفلد دو جایزه امی پرایم تایم را در سال ۱۹۹۳ برای او به ارمغان آورد. او که قبلاً یک کمدین بود، وارد کمدی تلویزیونی شد و در روزهای جمعه ای‌بی‌سی نویسندگی و بازی کرد. او ۲۷ بار نامزد دریافت جایزه امی و سه جایزه گلدن گلوب شده‌است. او در سال ۲۰۰۴ توسط کمدین‌ها و افراد کمدی به‌عنوان بیست و سومین ستاره بزرگ کمدی در بریتانیا انتخاب شد تا «کمدین کمدین‌ها» را انتخاب کند. از سال ۲۰۱۵، او به‌طور مکرر در برنامه شنبه شب زنده با بازی برنی سندرز نامزد ریاست جمهوری ایالات متحده در سال‌های ۲۰۱۶ و ۲۰۲۰ حضور داشته‌است.